# Gloria Katz
Gloria Pearl Katz (* 25. Oktober 1942 in Los Angeles; † 25. November 2018 ebendort) war eine US-amerikanische Drehbuchautorin und Produzentin. Die für einen Oscar nominierte Katz arbeitete mit ihrem Ehemann Willard Huyck an den George-Lucas-Filmen American Graffiti und Krieg der Sterne und vielen anderen Projekten zusammen.

## Karriere
Katz studierte an der Berkeley Universität und an der UCLA, wo sie mit einem Master an der Filmakademie abschloss. Sie schrieb zusammen mit Willard Huyck, mit dem sie seit 1969 verheiratet war, zahlreiche Drehbücher und agierte als Produzentin für seine Filme. Bekannt wurde sie vor allem für ihre Zusammenarbeit mit George Lucas, mit dem sie und ihr Ehemann das Drehbuch zu American Graffiti verfassten. Dafür wurde das Autorentrio bei der Oscarverleihung 1974 in der Kategorie Bestes Originaldrehbuch nominiert. In einem Interview 2017 sagte Katz, Lucas habe sie auch als Script Doctor kontaktiert, als er „zahlreiche Zweifel“ in Bezug auf sein Drehbuch für Krieg der Sterne hegte. „Er sagte: ‚Poliert es auf. Schreibt alles rein, was ihr wollt. Ich werde dann sehen, was ich davon gebrauche‘. George wollte nicht, dass Jemand erfährt, dass wir an dem Script arbeiteten, also hielten wir den Mund.“ Katz bemerkte, sie und Huyck hätten so viel Humor wie möglich hinzugefügt und etwa 30 Prozent des Dialogs geschrieben. Sie gestalteten Prinzessin Leia als eine Frau, die „das Kommando übernehmen kann und die sich keinen Unsinn bieten lässt – anstatt bloß als schöne Frau mitgeschleppt zu werden, damit man sie retten kann.“
Von Katz und Huyck stammt auch das Drehbuch für Steven Spielbergs Indiana Jones und der Tempel des Todes. 1986 folgte der wenig erfolgreiche Film Howard – Ein tierischer Held, bei dem ihr Mann Regie führte. Der Film erhielt zahlreiche Nominierungen für die Goldene Himbeere. Danach stellte sich für Katz eine längere Durststrecke ein. Das letzte realisierte Drehbuch, an dem sie beteiligt war, schrieb sie für Mel Smith’ Film Radioland Murders – Wahnsinn auf Sendung.
Ihr Bruder ist der Kameramann Stephen M. Katz.

## Filmografie (Auswahl)
- 1973: American Graffiti
- 1975: Abenteurer auf der Lucky Lady (Lucky Lady)
- 1979: Wer geht denn noch zur Uni? (French Postcards)
- 1984: Indiana Jones und der Tempel des Todes (Indiana Jones and the Temple of Doom)
- 1984: Angriff ist die beste Verteidigung (Best Defense)
- 1986: Howard – Ein tierischer Held (Howard the Duck)
- 1989: Mütter, Töchter und Liebhaber (Mothers, Daughters and Lovers)
- 1994: Radioland Murders – Wahnsinn auf Sendung (Radioland Murders)